# WTA Gdynia
Das WTA Gdynia (offiziell BNP Paribas Poland Open) ist ein Damen-Tennisturnier der WTA, das 2021 erstmals in Gdynia in der Polen ausgetragen wurde.

## Siegerliste

### Einzel
| Jahr               | Siegerin        | Finalgegnerin   | Ergebnis  |
| ------------------ | --------------- | --------------- | --------- |
| ↓ Kategorie: 250 ↓ |                 |                 |           |
| 2021               | Maryna Zanevska | Kristína Kučová | 6:4, 7:64 |

### Doppel
| Jahr               | Siegerinnen                    | Finalgegnerinnen                    | Ergebnis |
| ------------------ | ------------------------------ | ----------------------------------- | -------- |
| ↓ Kategorie: 250 ↓ |                                |                                     |          |
| 2021               | Anna Danilina Lidsija Marosawa | Kateryna Bondarenko Katarzyna Piter | 6:3, 6:2 |